# Stanisław Pływaczyk
Stanisław Pływaczyk (ur. 11 listopada 1880 w Jedlcu, zm. 4 grudnia 1969 w Kopcu k. Częstochowy) – polski ksiądz katolicki, salezjanin.

## Życiorys
W wieku 14 lat rozpoczął naukę w Zakładach Księdza Bosko w Turynie. W grupie polskiej młodzieży byli także bracia Antoni i August Hlond
Po ukończeniu gimnazjum wstąpił do Zgromadzenia Salezjańskiego, składając w sierpniu 1899 roku śluby zakonne. Święcenia kapłańskie otrzymał 1 lipca 1906 roku we Lwowie z rąk arcybiskupa Józefa Bilczewskiego.
Po prymicjach w Daszawie skierowany został do Oświęcimia, obejmując stanowisko radcy. Jednocześnie studiował polonistykę na Uniwersytecie Jagiellońskim. W latach 1908–1914, kolejno nauczyciel i dyrektor domów salezjańskich w Radnej i Oświęcimiu.
Od 1914 roku przebywał na Węgrzech, organizując i kierując placówkami salezjańskimi w Nyergesujfalu, Budapeszcie i Szentkereszt. Równocześnie należał do Rady Inspektorialnej prowincji austriacko-niemiecko-węgierskiej, kierowanej od 1919 roku przez Augusta Hlonda. W 1926 stanął na czele nowo utworzonej Wizytatorii, później Inspektorii Węgierskiej. W latach 1926–1929 piastował urząd Inspektora jugosłowiańskiej prowincji Salezjanów w Lublanie.
W 1933 roku wrócił do Polski i został mianowany Inspektorem polskiej prowincji Salezjanów św. Stanisława Kostki z siedzibą w Warszawie. Pełnił tę funkcję do 1939 roku.
Lata okupacji spędził na Litwie. Po 1945 roku powrówił do Polski, w latach 1947–1957 dyrektor Salezjańskiego Instytutu Teologicznego w Krakowie, następnie dyrektor ośrodka salezjańskiego w Twardogórze. Ostatnie lata życia spędził w Kopcu k. Częstochowy, gdzie zmarł 4 grudnia 1969 roku.